# Tilopteridales
Tilopteridales é uma ordem da classe Phaeophyceae (algas castanhas), que apresentam alternância de gerações isomorfa.  A ordem é composta por cinco famílias.

## Descrição
O grupo integrava a antiga classe Isogeneratae, apresentando semelhanças com o género Ectocarpus, mas com as células da região inferior dos talos, que geralmente é prostrada, arranjadas em camadas transversas.

## Taxonomia e sistemática
Alguns sistemas de classificação junta nesta a família as espécies que estão na ordem Cutleriales. Sem a junção atrás referida, na sua presente circunscrição taxonómica a ordem Tilopteridales inclui as seguintes famílias:
- Halosiphonaceae T.Christensen, 1961
- Masonophycaceae  O.C.Schmidt, 1937
- Phyllariaceae  Hamel ex Petrov, 1974
- Stschapoviaceae
- Tilopteridaceae Kjellman, 1890